# 6 Days
Pour plus de détails, voir Fiche technique et Distribution.
6 Days ou 6 jours au Québec est un film britannique d'action réalisé par Toa Fraser, sorti en 2017.

## Synopsis
Le 30 avril 1980, un groupe de six militants armés arabo-iraniens de la région du Khouzistan, opposés à la république islamique d'Iran, prennent en otage 26 personnes dans l'ambassade d'Iran à Londres. Ils souhaitent la libération de 91 prisonniers. Après six jours de tension, l'opération Nimrod est préparée par les Britanniques pour prendre d'assaut le bâtiment, sauver les otages et, si nécessaire, abattre les terroristes.

## Fiche technique
- Titre : 6 Days
- Titre québécois : 6 jours
- Réalisation : Toa Fraser
- Scénario : Glenn Standring
- Photographie : Aaron Morton
- Montage : John Gilbert et Dan Kircher
- Musique : Lachlan Anderson
- Producteurs : Matthew Metcalfe
- Sociétés de production : General Film Corporation, XYZ Films et New Zealand Film Commission
- Société de distribution : Icon Productions
- Pays d'origine :  Royaume-Uni
- Langue : anglais
- Format : Couleurs
- Genre : action
- Durée : 95 minutes
- Dates de sortie :
  -  Royaume-Uni,  France : 3 novembre 2017 (Netflix)

## Distribution
- Jamie Bell (VF : Donald Reignoux ; VQ : Hugolin Chevrette) : Rusty Firmin
- Abbie Cornish (VF : Noémie Orphelin ; VQ : Éveline Gélinas) : Kate Adie
- Mark Strong (VF : Serge Biavan ; VQ : Marc-André Bélanger) : Max Vernon
- Martin Shaw (VF : Gabriel Le Doze) : Dellow
- Emun Elliott (VF : Anatole de Bodinat ; VQ : Alexandre Fortin) : Roy
- Ben Turner (VQ : Benoît Éthier) : Salim
- Aymen Hamdouchi : Faisal
- Tim Pigott-Smith (VF : Jean Barney) : William Stephen Whitelaw
- Robert Portal (VF : Bernard Lanneau) : Colonel Mike Rose
- Mia Blake (VF : Ethel Houbiers) : Betty